# Lead Sails Paper Anchor
Lead Sails Paper Anchor – czwarty studyjny album grupy Atreyu.

## Lista utworów
1. "Doomsday" - 3:20
2. "Honor" - 3:09
3. "Falling Down" - 3:00
4. "Becoming the Bull" - 3:41
5. "When Two Are One" - 4:41
6. "Lose It" - 3:58
7. "No One Cares" - 3:03
8. "Can't Happen Here" - 4:02
9. "Slow Burn" - 3:26
10. "Blow" - 4:09
11. "Lead Sails (And a Paper Anchor)" - 4:23
12. "The Squeeze" - 4:05
13. "Epic (Faith No More cover)" - 4:54
14. "Clean Sheets (Descendents cover)" - 3:13

## Twórcy
- Alex Varkatzas – wokal prowadzący
- Dan Jacobs – gitara prowadząca i rytmiczna
- Brandon Saller – wokal, perkusja
- Marc McKnight – gitara basowa, wokal wspomagający